# Ulf Wengård

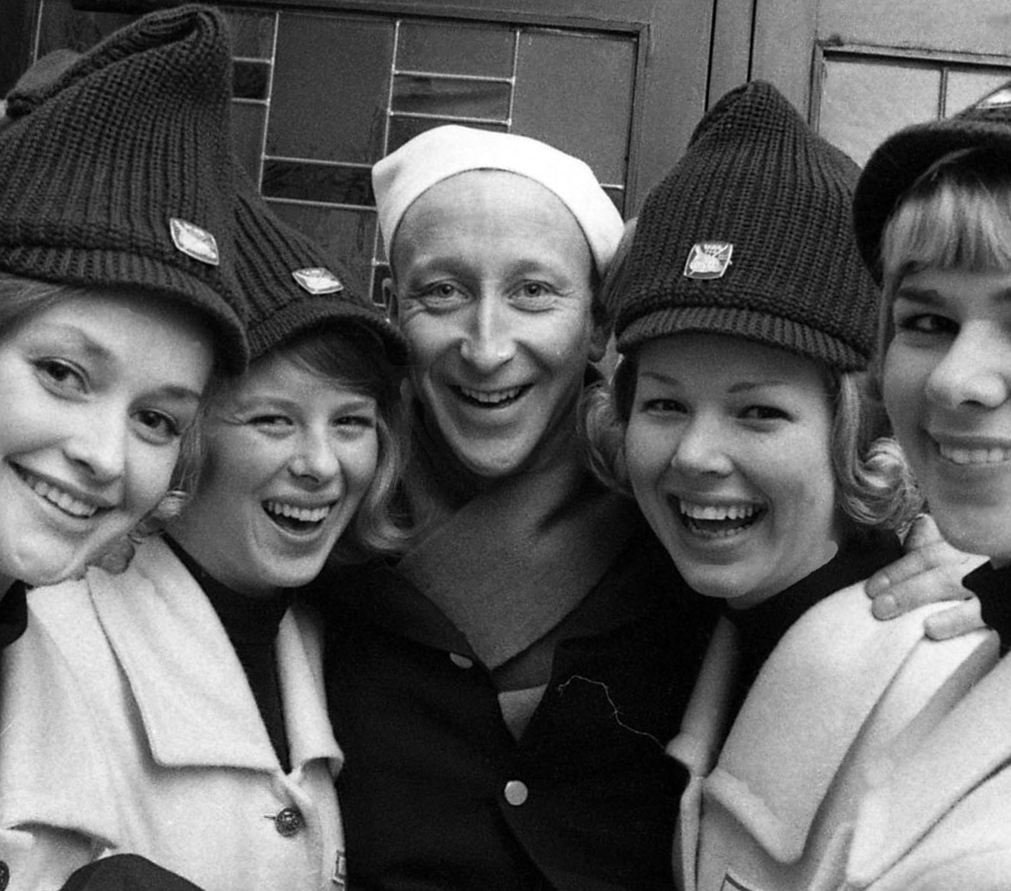
Ulf Wengård in der Mitte des Bildes zu den Nordischen Skiweltmeisterschaften 1966.

Ulf Wengård (* 15. Januar 1927 in Oppegård, Norwegen; † 7. Juli 2003 in Norwegen) war ein norwegischer Schauspieler.

## Werdegang
Wengård wuchs in seiner Geburtsstadt Oppegård auf. Sein Vater war in seiner Heimatstadt Kinovorführer, wodurch er frühzeitig mit dem Bereich des Films in Berührung kam. Er debütierte in den 1940er Jahren am Studioteatret als Theaterschauspieler und war auch in der Zeit beim Ny Norsk Ballett tätig. Er studierte in der Nachkriegszeit Jazz-Tanz an der June Taylors Academy of Dance und an der Fred Astaire's Ballroomskole in den USA.  Nach dieser Ausbildung hatte er ein Engagement am  Chat Noir und am Folketeatret. Ab 1954 arbeitete er dann Schauspieler im Oslo Nye Teater, wo er in mehreren hundert verschiedenen Rollen, in ebenso vielen Aufführungen auftrat. Dazu gehörten seine Auftritte in dem Stück Sommer i Tyrol (Sommer in Tirol) und als Snoopy in dem Theaterstück Die Peanuts, nach der gleichnamigen Comicserie. In den 1960er Jahren hatte er seine erfolgreichsten Auftritte als Jamie in My Fair Lady.  Wengård trat in dieser Zeit meist auch zusammen mit den norwegischen Schauspielern Helge Reiss und Henki Kolstad im Theater auf.  Bei einer Premieren-Aufführung hatte er auch einen gemeinsamen Auftritt mit der schwedischen Schauspielerin Ingrid Bergman, wo er unter anderem mit ihr auf der Bühne tanzte. Weitere wichtige Theaterrollen hatte er als Tim in  dem Stück „Die Mission der Mathilde“ (På tokt med Mathilde) und als Vogelscheuche (Skremslet) in Der Zauberer von Oz (Trollmannen fra Oz).
Wengård war in seiner Zeit ein unverwechselbarer Charakterschauspieler, immer darauf bestand, auch die kleinste Nebenrolle zu spielen, neben seinen Hauptrollen. Am Oslo Nye Teater kam man seinen Wünschen entgegen, wo er eine Unmenge mit mehr oder weniger wichtigen Nebenrollen spielte. Seiner Meinung nach, werden Nebenrollen, sehr oft in ihrem künstlerischen Anspruch und Charakteristik unterschätzt und die Kleindarsteller verkommen so wertlosen Statisten.  Nach der Einschätzung seines Berufskollegen Henki Kolstad, bräuchte Wengård nur eine Rolle mit ca. zehn Zeilen, um auch als Kleindarsteller ebenso erfolgreich anzukommen. Als unmittelbare Folge für sein Engagement in dieser Richtung, wurde er zum Vorsitzenden des Norsk Smårolleforbund (Norwegischer Kleindarstellerverband) gewählt.
Durch diese Eigenschaft kam Wengård in Kontakt zum norwegischen Rundfunk NRK und dessen damaligen Leiter Einar Førde. Für Wengård ergaben sich dadurch neue Wirkungsfelder, so trat er ab den 1960er Jahren im norwegischen Kinderfernsehen mehrmals auf und spielte da einige charakteristische Rollen. Besonders bekannt wurde dort in der Rolle eines Postboten (postmannen), mit der er einige Auftritte in verschiedenen Sendungen hatte. 1968 wurde das von ihm in der norwegischen Fernsehshow gesungene Kinderlied: Det blir ikke hull i en tann som er ren... (Es gibt kein Loch im Zahn was sauber ist …) ein Hit, wo er ebenfalls in der Rolle des Briefträger bzw. Postboten auftrat. Auch später trat er immer wieder sporadisch im norwegischen Fernsehen oft in der Rolle des Briefträger auf, so auch in der Weihnachtsserie Jul i Skomakergata von 1979. Des Weiteren hatte er einige Auftritte in der norwegischen Fernsehsendung Tante Ragne,  gemeinsam  mit der Fernsehmoderatorin Ragne Stab und auch mit dem norwegischen Schauspieler Svein Byhring.
Des Weiteren saß er 40 Jahre lang im Pressekomitee der Holmenkollrennene des Holmenkollen-Skifestivals. Für seine ehrenamtliche Tätigkeit zur Pressearbeit zu diesem Festival erhielt er die Skiforeningen-Ehrenplakette. 1997 erhielt er den königlichen Verdienstorden Kongens fortjenstmedalje in Silber.
In Film und Fernsehen, wo er an vielen norwegischen Produktionen beteiligt war, wurde er als Filmschauspieler hauptsächlich durch seine Auftritte in Komödien bekannt. So spielte er unter anderem auch in vierzehn Filmen der norwegischen Olsenbande mit.

## Filmografie
- 1959: 5 loddrett
- 1960: Millionær for en aften
- 1961: Bussen
- 1961: Leidenschaftliche Begegnung (Line)
- 1962: Operasjon Løvsprett
- 1969: Olsen-Banden
- 1970: Olsenbanden og Dynamitt-Harry
- 1970: Balladen om mestertyven Ole Høiland
- 1973: To fluer i ett smekk
- 1974: Knutsen & Ludvigsen
- 1975: Glade vrinsk
- 1976: Olsenbanden for full musikk
- 1977: Olsenbanden & Dynamitt-Harry på sporet
- 1978: Olsenbanden + Data Harry sprenger verdensbanken
- 1979: Jul i Skomakergata (Fernsehserie)
- 1981: Olsenbanden gir seg aldri
- 1982: For Tors skyld
- 1982: Olsenbandens aller siste kupp
- 1984: ...men Olsenbanden var ikke død
- 1986: Vill Villere Villaveien (Fernsehserie)
- 1988: Fleksnes fataliteter (Fernsehserie, eine Folge)
- 1995: Amalies Jul (Fernsehserie)
- 1993–1994: Mot i brøstet
- 1995: Eierkopf (Eggs)
- 1999: Olsenbandens siste stikk